# خالد إبراهيم (لاعب كرة قدم إماراتي)
خالد إبراهيم (مواليد 17 يناير 1997) لاعب كرة قدم إماراتي يجيد اللعب في الدفاع مع نادي الشارقة في دوري الخليج العربي الإماراتي .
مثل نادي دبا الفجيرة في الفئات السنية ووقع مع نادي الوحدة في عام 2016 و أعير إلى نادي بني ياس في عام 2019 و انتقل إلى نادي الشارقة مطلع عام 2020 .

## روابط خارجية
- خالد إبراهيم على موقع قاعدة بيانات كرة القدم.إي يو (الإنجليزية)
- خالد إبراهيم على موقع قاعدة بيانات كرة القدم.إي يو (الإنجليزية)
- خالد إبراهيم على موقع ناشيونال فوتبول تيمز (الإنجليزية)
- خالد إبراهيم على موقع Soccerway.com (الإنجليزية)